# Chiloscyphus aequifolius
Chiloscyphus aequifolius là một loài rêu tản trong họ Lophocoleaceae. Loài này được (Nees & Mont.) Hässel de Menéndez mô tả khoa học lần đầu tiên năm 2000.